# Aethelwold de l'Ànglia Oriental
Aethelwold (també escrit Æthelwald o Æþelwald) va ser rei de l'Ànglia de l'Est des de la mort del seu germà Aethelhere en la batalla de Winwæd contra Northúmbria. El seu regnat va coincidir amb la darrera dècada de convivència del ritu romà, centrat a Canterbury, i el ritu celta amb base a Northúmbria; amb el sínode de Whitby, convocat el 664, el romà va prevaldre i va cessar la divisió entre autoritats eclesiàstiques dins dels regnes anglosaxons.

## Context
Aethelwold era fill d'Eni, un príncep de la dinastia dels Wuffingas. Dos germans seus van ser reis abans que ell, Anna i Aethelhere, els quals havien mort a causa de les ànsies d'expansió de Mèrcia, però amb la mort de Peada el 655, els mercis van fer un pas enrere en la seva cursa hegemònica, cosa que va donar uns anys de tranquil·litat a l'Ànglia de l'Est.
El reialme que va heretar Aethelwold tenia aliances dinàstiques amb el regne cristià de Kent, ja que la seva neboda Seaxburh estava casada amb el rei Eorcenberht. A la regió oest del país estava una altra neboda Æthelthryth, abadessa d'Ely, on se seguia el ritu romà. També hi havia relació amb Northúmbria, ja que el 657, Hilda, neboda del rei Edwin de Northúmbria va establir un monestir a Streoneshalh (l'actual Whitby), que més endavant seria el lloc on van ser enterrats els monarques de Northúmbria. La germana de Hilda, Hereswitha es va casar amb el germà menor d'Aethelwold, Æthelric entre el 627 i el 629.

## Regnat
La qüestió dels diferents ritus cristians
La influència del ritu celta havia calat fort a l'Ànglia de l'Est, des de l'existència del monestir de sant Fursey i sant Foillan a Cnobheresburg, fundats per monjos irlandesos. Això entrava en contradicció amb l'autoritat eclesiàstica a l'Ànglia de l'Est, que tenia la seva seu a Dommoc i que era obedient a l'arquebisbat de Canterbury. Sant Botolph va començar a construir un monestir a Iken, en una illa del riu Alde, a Suffolk, vers l'any 653, data en què el rei Anna va morir en la batalla de Bulcamp.
Oswiu de Northúmbria va convèncer Sigebert II d'Essex de rebre el baptisme i Cedd, un monjo deixeble d'Aidan de Lindisfarne, va ser l'encarregat d'evangelitzar Mèrcia i després va ser nomenat bisbe d'Essex on va continuar la seva tasca. Cedd va construir un monestir a Tilbury i un altre a Ythancæster. Sigebert va morir assassinat per la noblesa del seu país, que van tornar al paganisme. Cedd va persuadir el nou rei d'Essex, Swithelm de batejar-se, cerimònia en què Aethelwold va ser el padrí.
Després de la mort de Finan, bisbe de Lindisfarne, Alhfrith de Deira, en complicitat amb el bisbe Wilfrid de York, el bisbe Agilbert de Wessex i altres, volien convèncer Oswiu perquè governés a favor d'imposar el ritu romà en tots els regnes on era reconegut com a bretwalda. El cas es va debatre en presència d'Oswiu, en el sínode de Whitby l'any 664, en el qual Colman, Hild i Cedd va defensar el ritu celta i la tradició portada per Aidan, mentre que Wilifred va parlar en defensa del ritu romà. Al final va prevaldre el romà i així es va acabar amb la divisió entre els eclesiàstics. Els que no es van veure capaços d'acceptar-ho com Colman, van marxar.

## Mort
En aquesta època va haver una epidèmia per tot Europa que també va arribar al regnes anglosaxons. Entre les víctimes van estar el bisbe Cedd, l'arquebisbe Deusdedit de Canterbury i el rei Eorconbehrt de Kent. Aethelwold també va morir l'any 664.